# グンタースブルム
グンタースブルム (独: Guntersblum)はドイツ連邦共和国 ラインラント＝プファルツ州マインツ＝ビンゲン郡にある町村。グンタースブルム連合自治体 (独: Verbandsgemeinde Guntersblum) の行政庁所在地である。

## 姉妹都市
- ムルデンスタイン(Muldenstein) (ザクセン＝アンハルト州）